# Harrie Lavreysen

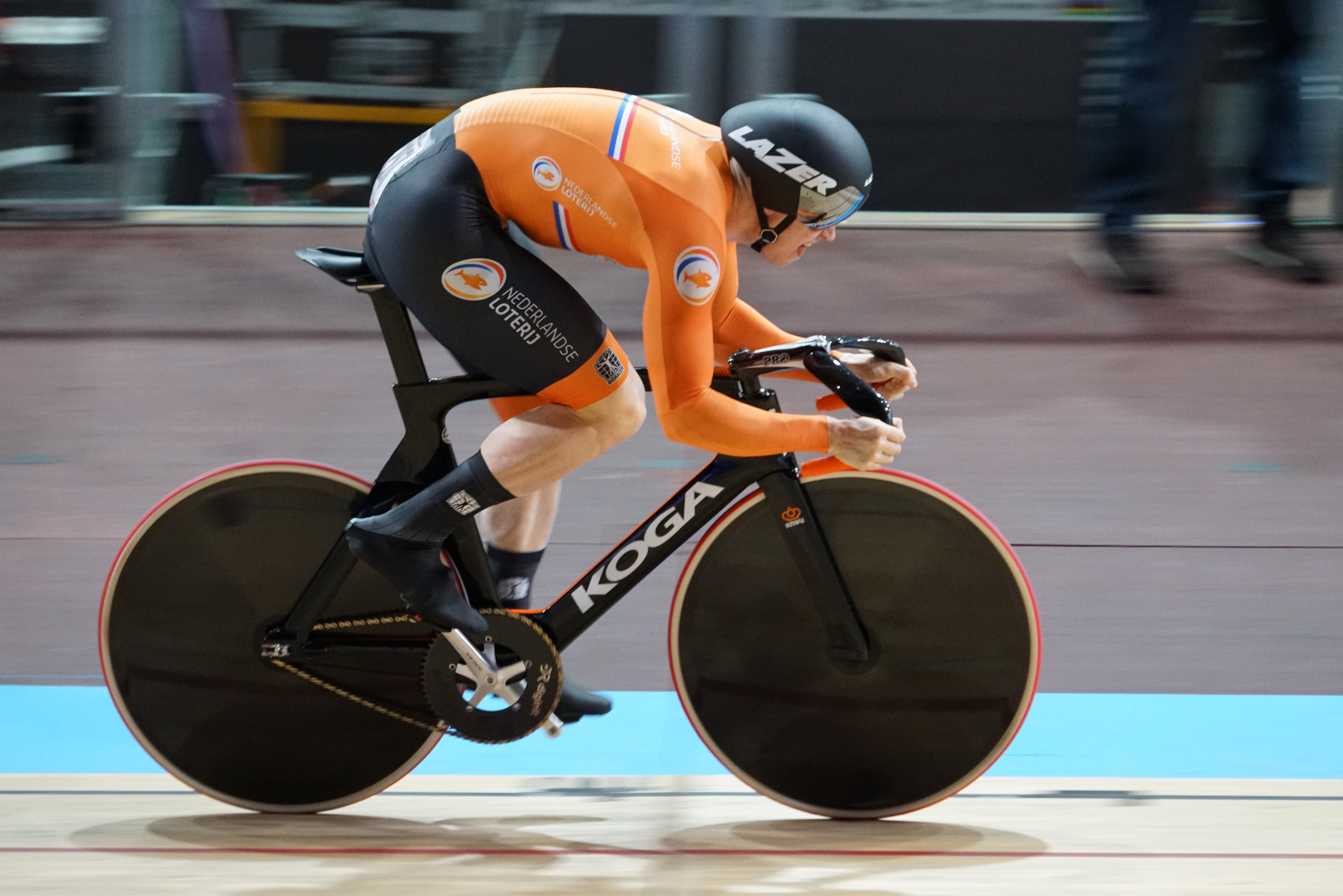
Lavreysen im Keirin-Wettbewerb der WM 2020

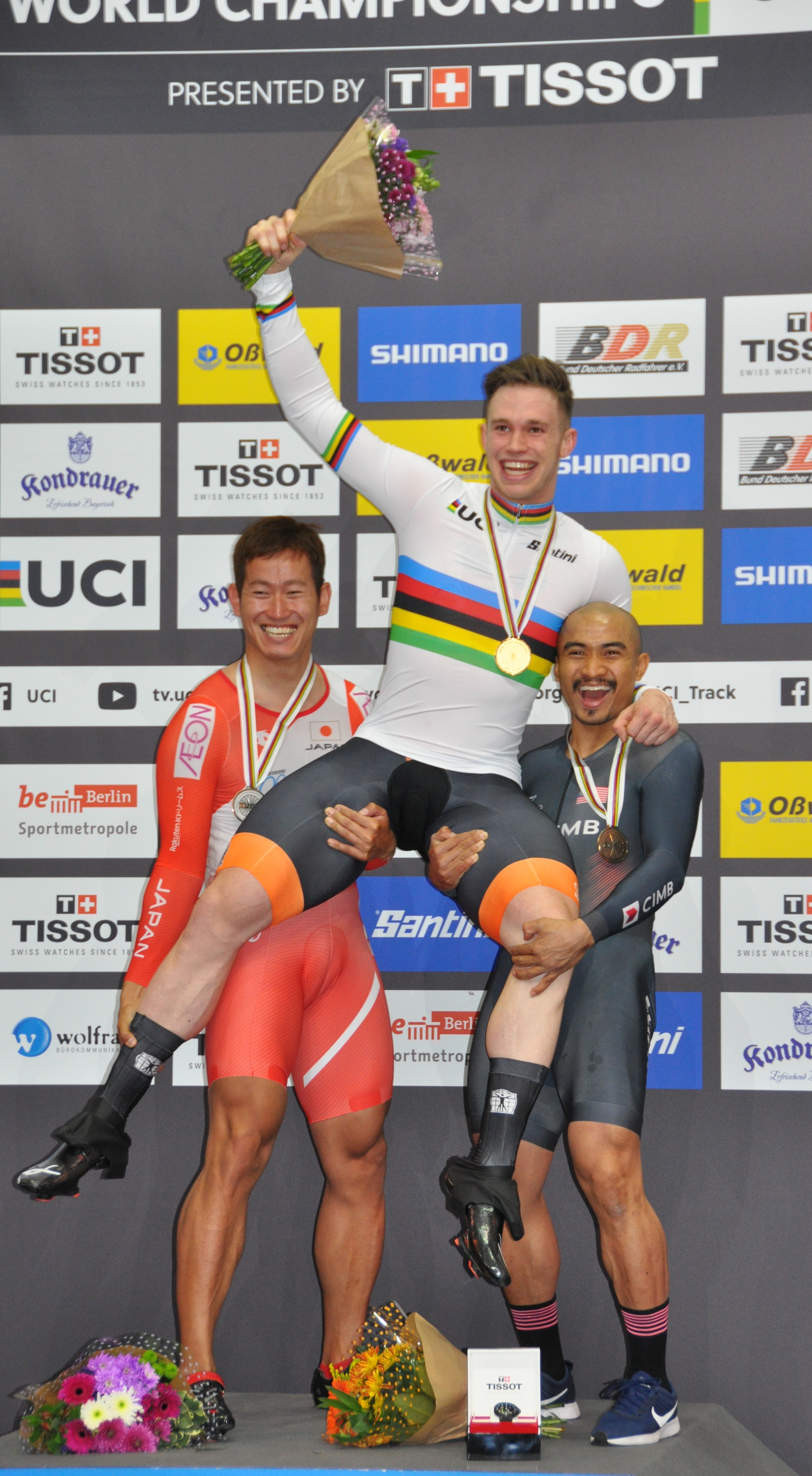
… und als Weltmeister, mit Yūta Wakimoto (l.) und Azizulhasni Awang

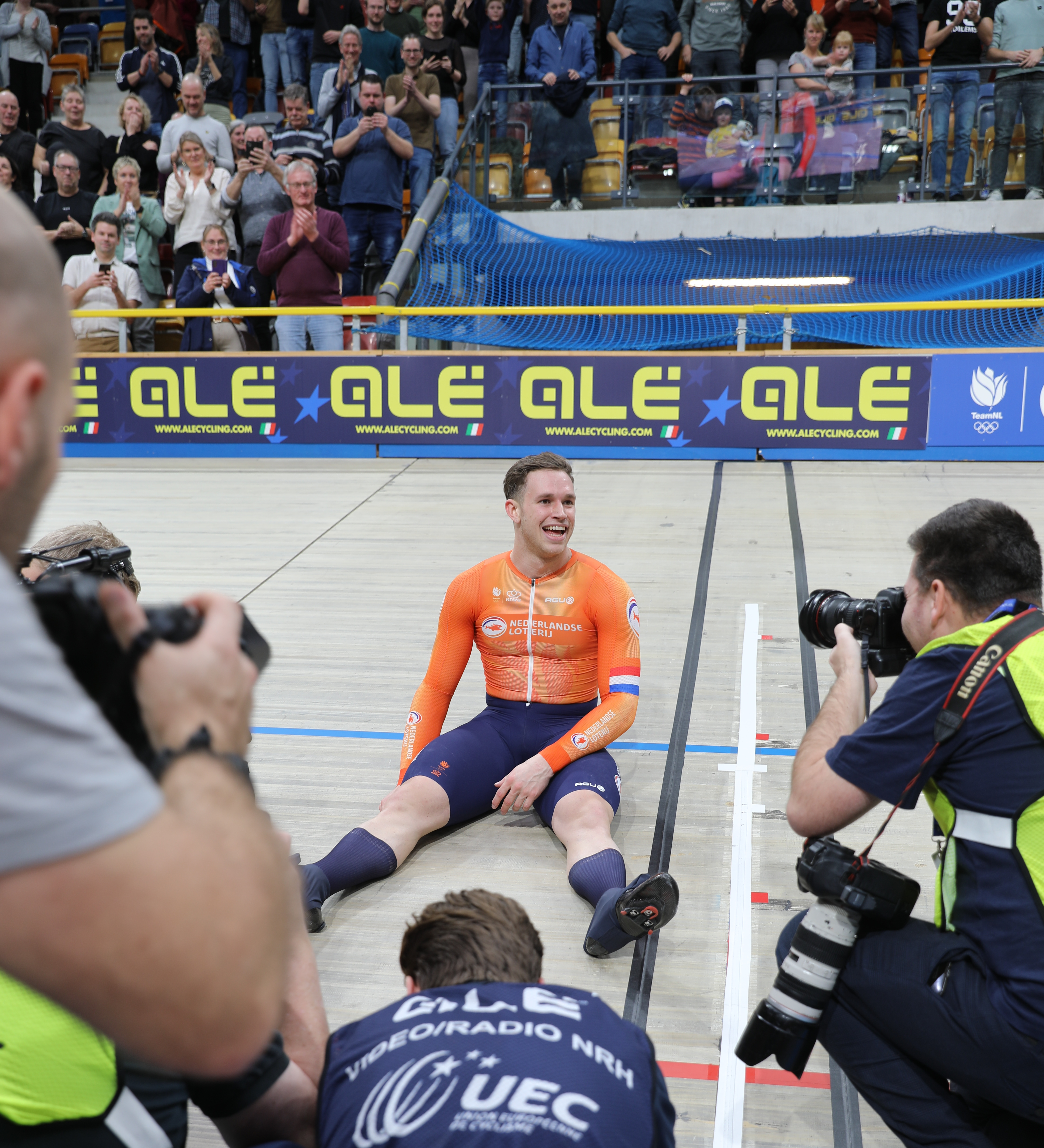
Lavreysen nach seinem Sieg im Sprint bei der EM 2024

Harrie Arnoldus Johannes Lavreysen (* 14. März 1997 in Luyksgestel) ist ein niederländischer Radsportler, der auf Kurzzeitdisziplinen im Bahnradsport spezialisiert ist. Mit fünf Goldmedaillen ist er der erfolgreichste niederländische Sportler aller Zeiten an den Olympischen Sommerspielen. Bis einschließlich 2024 wurde er 16 Mal Weltmeister im Bahnradsport und ist damit der erfolgreichste Teilnehmer in der über 130-jährigen Geschichte dieser Titelkämpfe. Außerdem holte er bis 2025 vierzehn Europameistertitel im Bahnradsport.

## Sportlicher Werdegang
Harrie Lavreysen begann seine Radsportlaufbahn mit sechs Jahren als BMX-Fahrer. Als solcher wurde er mehrfacher niederländischer Jugend-Meister sowie Jugend-Europameister. Eine schwere Schulterverletzung hinderte ihn jedoch daran, diese Disziplin weiter zu betreiben, und er wechselte zum Bahnradsport.
2016 wurde Lavreysen niederländischer Vize-Meister im Sprint und im Keirin errang er Bronze. 2017 wurde er auf Anhieb zweifacher Vize-Weltmeister, im Sprint sowie gemeinsam mit Jeffrey Hoogland und Matthijs Büchli im Teamsprint. Im selben wurde er U23-Europameister im Keirin und errang im Sprint Silber.
2018 wurde Harrie Lavreysen mit Nils van ’t Hoenderdaal, Matthijs Büchli und Jeffrey Hoogland Weltmeister im Teamsprint sowie mit Hoogland, Roy van den Berg und van ’t Hoenderdaal Europameister; bei der EM errang er im Sprint zudem Bronze. Im Jahr darauf wurde er unter anderem zweifacher Weltmeister, im Teamsprint sowie im Sprint sowie Europameister im Keirin und gewann vier Wettbewerbe im Weltcup. 2020 wurde er in Berlin dreifacher Weltmeister in Sprint, Keirin und Teamsprint (mit Jeffrey Hoogland, Roy van den Berg und Matthijs Büchli). 2018 gewann er den Großen Preis von Deutschland im Sprint.
Bei den Olympischen Spielen in Tokio errang Lavreysen drei Medaillen: Im Sprint und Jeffrey Hoogland, Roy van den Berg und Matthijs Büchli im Teamsprint wurde er Olympiasieger, im Keirin belegte er Platz drei. Bei den Bahnradsport-Weltmeisterschaften 2021 gewann er drei Titel und wurde im selben Jahr zweifacher Europameister in Sprint und Teamsprint (mit Jeffrey Hoogland, Roy van den Berg und Sam Ligtlee). Am Ende der Saison entschied er die Kurzzeit-Gesamtwertung der UCI Track Champions League für sich. 2022 errang er erneut zwei WM-Titel im Sprint und im Keirin. Im Sprint war es sein vierter Titel in Folge. Bei den Olympischen Spielen 2024 in Paris gewann Lavreysen drei Goldmedaillen: im Sprint, im Keirin und im Teamsprint.

## Auszeichnungen
Im Dezember 2018 erhielt Harrie Lavreysen die Gerrie-Knetemann-Trofee für den „Nachwuchs-Radsportler des Jahres“ der Niederlande. Gemeinsam mit Nils van ’t Hoenderdaal, Matthijs Büchli, Jeffrey Hoogland und Roy van den Berg wurde er als niederländische „Mannschaft des Jahres“ ausgezeichnet. Die Jaap Eden Trofee wurde ihnen von Fußballer Rafael van der Vaart überreicht. 2021 wurde ihm diese Auszeichnung zusammen mit Hoogland, Büchli und van den Berg erneut zuerkannt, außerdem erhielt er die Gerrit Schulte Trofee  als niederländischer Radsportler des Jahres. Er ist damit der erste Bahnradsportler seit Roy Schuiten im Jahre 1974, der in den Niederlanden Radsportler des Jahres wurde. 2024 wurde er zum dritten Mal bei den Wahlen zum niederländischen Sportler des Jahres ausgezeichnet, und zwar für seine individuellen Leistungen.

## Erfolge
2017
- Weltmeisterschaft – Sprint, Teamsprint (mit Jeffrey Hoogland und Matthijs Büchli)
- Weltcup in Manchester – Teamsprint (mit Jeffrey Hoogland und Nils van ’t Hoenderdaal)
- Weltcup in Manchester – Sprint
- Weltcup in Milton – Keirin
- Europameisterschaft – Teamsprint (mit Jeffrey Hoogland, Matthijs Büchli, Sam Ligtlee und Roy van den Berg)
- Europameister (U23) – Keirin
- Europameisterschaft (U23) – Sprint
- Niederländischer Meister – 1000-Meter-Zeitfahren

2018
- Weltmeister – Teamsprint (mit Nils van ’t Hoenderdaal, Matthijs Büchli und Jeffrey Hoogland)
- Europameister – Teamsprint (mit Jeffrey Hoogland, Roy van den Berg und Nils van ’t Hoenderdaal)
- Europameisterschaft – Sprint
- Weltcup in Berlin – Teamsprint (mit Nils van ’t Hoenderdaal und Jeffrey Hoogland)
- Weltcup in London – Sprint, Teamsprint (mit Roy van den Berg und Jeffrey Hoogland)

2019
- Weltmeister – Sprint, Teamsprint (mit Jeffrey Hoogland, Roy van den Berg und Matthijs Büchli)
- Europaspielesieger – Keirin, Teamsprint (mit Roy van den Berg, Jeffrey Hoogland und Nils van ’t Hoenderdaal)
- Europaspiele – Sprint
- Europameister (U23) – Sprint, Teamsprint (mit Koen van der Wijst und Sam Ligtlee)
- U23-Europameisterschaft – Keirin
- Europameister – Keirin, Teamsprint (mit Jeffrey Hoogland, Roy van den Berg und Matthijs Büchli)
- Europameisterschaft – Sprint
- Weltcup in Minsk – Sprint, Keirin, Teamsprint (mit Jeffrey Hoogland, Nils van ’t Hoenderdaal und Sam Ligtlee)
- Weltcup in Glasgow – Sprint, Teamsprint (mit Jeffrey Hoogland, Nils van ’t Hoenderdaal und Sam Ligtlee)
- Weltcup in Hongkong – Sprint
- Niederländischer Meister – Keirin
- Weltcup in Hongkong – Teamsprint (mit Roy van den Berg und Jeffrey Hoogland)

2020
- Weltmeister – Sprint, Keirin, Teamsprint (mit Jeffrey Hoogland, Roy van den Berg und Matthijs Büchli)

2021
- Olympiasieger – Sprint, Teamsprint (mit Jeffrey Hoogland, Roy van den Berg und Matthijs Büchli)
- Olympische Spiele – Keirin
- Europameister – Sprint, Teamsprint (mit Jeffrey Hoogland, Roy van den Berg und Sam Ligtlee)
- Weltmeister – Sprint, Keirin, Teamsprint (mit Jeffrey Hoogland und Roy van den Berg)
- Gesamtwertung UCI Track Champions League - Kurzzeit
- Niederländischer Meister – Sprint, Keirin

2022
- Nations’ Cup in Glasgow – Sprint, Keirin
- Weltmeister – Sprint, Keirin
- UCI Track Champions League 2022 – fünf Einzelsiege
- Niederländischer Meister – Sprint, Keirin
- Europameister – Teamsprint (mit Jeffrey Hoogland und Roy van den Berg)

2023
- Europameister – Sprint, Keirin, Teamsprint (mit Jeffrey Hoogland, Roy van den Berg und Tijmen van Loon)
- Weltmeister – Sprint, Teamsprint (mit Jeffrey Hoogland und Roy van den Berg)
- Niederländischer Meister – Sprint, Keirin, Zeitfahren
- Nations’ Cup in Jakarta – Sprint, Keirin
- Nations’ Cup in Kairo – Sprint, Teamsprint
- Gesamtwertung UCI Track Champions League - Kurzzeit

2024
- Europameister – Sprint, Keirin, Teamsprint (mit Jeffrey Hoogland, Roy van den Berg und Tijmen van Loon)
- Weltmeister – 1000-Meter-Zeitfahren, Sprint, Teamsprint (mit Roy van den Berg und Jeffrey Hoogland)
- Olympische Spiele – Sprint, Keirin, Teamsprint (mit Roy van den Berg und Jeffrey Hoogland)
- Nations’ Cup in Milton – Sprint, Keirin, Teamsprint
- Gesamtwertung UCI Track Champions League - Kurzzeit
- Niederländischer Meister – Sprint, Keirin

2025
- Europameister – Sprint, Keirin
- Europameisterschaften – Teamsprint (mit Loris Leneman und Tijmen van Loon)